# 金屬量

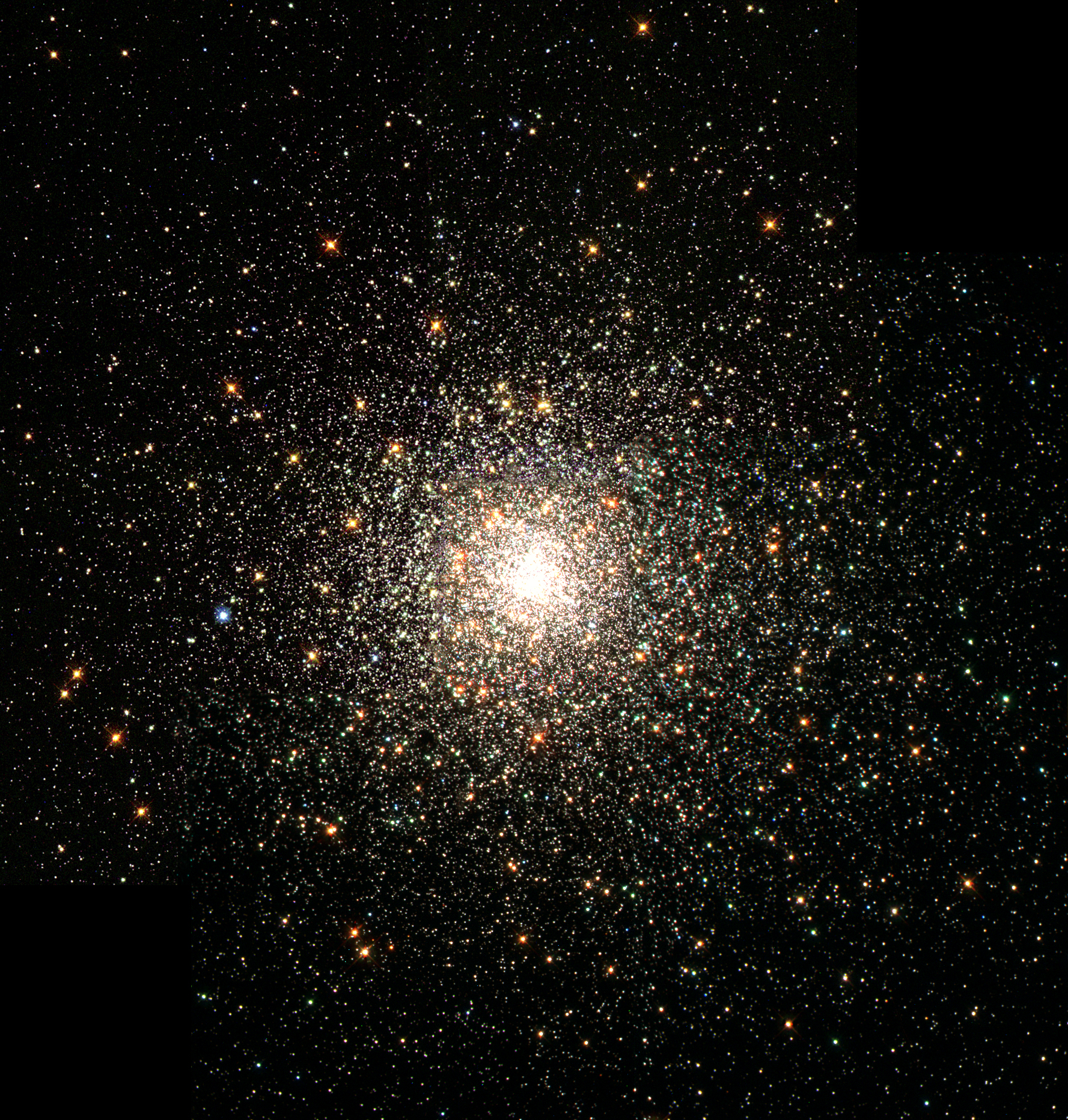
球狀星團M80，在球狀星團中的恒星主要是貧金屬的第二星族。

金属丰度是天文學和物理宇宙學中的一個術語，它是指恒星之內除了氫和氦元素之外，其他的化學元素所占的比例（這個術語不同於一般所認知的“金屬”，因為在宇宙中氫和氦的組成量占了壓倒性的大數量，天文學家將所有更重的元素都視為金屬。）
。例如，碳化合物含量較多的星雲被稱為“富金屬”，但在其他的場合都不會將碳當成金屬。 
一個天體的金属丰度也許可以提供年齡的訊息。當宇宙剛形成時，依據大霹靂的理論，它幾乎完全都是氫原子，經由太初核合成，創造出相當大比例的氦和微量跡證的鋰。最初的恒星，被認為是第三星族星，完全不含任何金屬。這些恒星的質量是難以置信的巨大，因此在短促的恒星演化中經由核融合創造出週期表內比鐵輕的元素，然後經由壯觀的超新星將元素散佈在宇宙中。雖然，它們存在於主流的宇宙起源模型，但直至2007年，仍未發現第三星族星。下一代的恒星於第一代恒星死亡釋出的物質中创造出来，被觀測到最老的恒星，被認為是第二星族星，有非常少量的金屬；後續世代出生的恒星，因由先前世代的富含金屬的塵埃中创生出来，金屬含量越來越豐富。而當這些恒星死亡時，它們會將更豐富的金屬，經由行星狀星雲或超新星散佈到外面的雲氣中，讓新誕生的恒星有更豐富的金屬。最年輕的恒星，包括我們的太陽，含有的金屬最豐富的恒星，被認為是第一星族星。
橫跨銀河系，金属丰度在銀心是最高的，並向外逐漸遞減。在群星之間的金属丰度梯度隨恒星的密度變化：在星系的中心有最多的恒星，隨著時間的過去，有越來越多的金屬回到星際物質內，並且成為新恒星的原料。由相似的機制，較大的星系相較於較小的星系，也會有較高的金属丰度。在兩個環繞著銀河系的小不規則星系，麥哲倫雲的例子中，大麥哲倫星系的金属丰度是銀河系的40%，小麥哲倫星系的金属丰度是銀河系的10%。

## 常用計算方法

### 化學豐度比
一般來說，恆星光譜中的鐵線很容易被辨認與測量。同時，鐵也是核融合反應所能產生的最重元素。基於這兩個原因，天文學家常利用鐵與氫的比來作為金屬豐度的指標。太陽的金屬豐度大約是質量的1.6%。其它的恒星，金屬豐度常用“[Fe/H]”表示，其值為恆星鐵氫比： {\displaystyle \left({\frac {N_{\mathrm {Fe} }}{N_{\mathrm {H} }}}\right)_{\mathrm {star} }}，與太陽鐵氫比的對數差，公式如下：
此處{\displaystyle N_{\mathrm {Fe} }}和{\displaystyle N_{\mathrm {H} }}是單位體積內鐵原子和氫原子的數量。經由這個對數表示的公式，金屬量高於太陽的恒星會得到正值，而低於太陽的將會得到負值。這個對數是以10為底的，恒星的數值為+1，則金屬豐度是太陽的10倍（101），數值為+2，則金屬豐度是太陽的100倍（102），數值為+3，則金屬豐度是太陽的1000倍（103）。反之，數值為-1，則金屬豐度是太陽的十分之一（10-1），數值為-2，則金屬量是太陽的百分之一（10-2），依此類推。年輕的第一星族星比年老的第二星族星明顯的有更高的鐵與氫的比率。太初的第三星族星的金屬量估計低於-6，也就是說低於太陽金屬量的百萬分之一。
除了鐵以外，氧也是用來定量描述金屬豐度的元素之一。常見表示法有“[O/H]”或“[O/Fe]”，計算公式和上式相同，只要代換成相應的元素密度就好。

## 第一星族星

第一星族和第二星族

第一星族或是富金屬星是年輕的恒星，金屬量最高。地球的太陽是富金屬的例子，它們通常都在銀河的螺旋臂內。
一般而言，最年輕的恒星，越極端的第一星族星被發現的位置越在最週邊，依此類推，太陽被認為位居第一星族星的中間。第一星族星有規則的繞著銀心的橢圓軌道和低的相對速度。高金屬量的第一星族星使它們比另外兩種星族更適於產生行星系統，而行星，特別是類地行星是由富含金屬的吸積盤形成的。
在第一星族和第二星族之間有中間的星盤星族。

## 第二星族星
第二星族或貧金屬星只有相對是少量的金屬。理想的相對的少量必須是除了氫和氦之外，所有的元素都遠低於富金屬天體中的相對數量，即使在大霹靂之後的137億年，金屬成分在宇宙整體化學元素中的百分比仍然是微量的。然而，貧金屬天體依然是比較原始的，這些天體是在宇宙較早的時間裡就形成的。它們通常出現在接近星系中心的核球，中間的第二星族星；還有星系暈的星暈第二星族星，是更老的恒星，也更缺乏金屬。球狀星團也包含大量的第二星族星。一般也相信第二星族星創造了週期表中，除了不穩定的，所有其它的元素。
科學家已經使用幾種不同的探測方法，包括Timothy C. Beers 等人的HK物鏡棱鏡探測和Norbert Christlieb等人的漢堡-ESO的觀測，瞄準了一些最老的恒星，和亮度微弱的原始的類星體。至今，它們已經仔細的觀察了大約十個金屬量非常貧乏的恒星，像是CS22892-052、CS31082-001、BD +17° 3248、而已知最老的恒星是HE0107-5240、HE1327-2326、HE1523-0901。

## 第三星族星

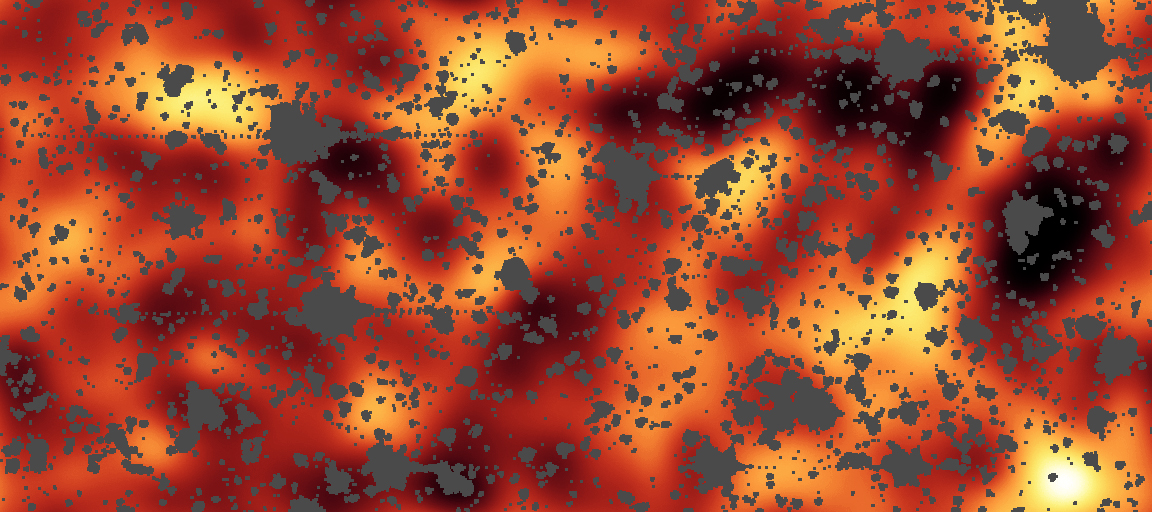
NASA的史匹哲望遠鏡拍到的可能是第三族星的輝光
創建者: NASA / JPL-CALTECH / A. KASHLINSKY (GSFC)。

第三星族星亦被称为無金屬星，是假設中的星族，是在早期宇宙中可能形成的極端重和熱，並且不含金屬的恒星。它們未曾被直接觀測到，但可以經由宇宙中非常遙遠的引力透鏡星系找到間接的存在證據。它們也被認為是暗藍星系的成員。它們的存在基於大霹靂不可能創造重元素，而在觀測到的類星體發射光譜，特別是暗藍星系中重元素又確實存在的事實。第三族星被认为是觸發了再電離週期的原因所在。
目前的理論並沒有區分出第一顆恆星是否非常巨大。一種經由計算機模擬證實的恆星形成理論，大霹靂沒有產生任何的重元素，但很容易產生質量遠比現存的恆星更大的恆星。第三星族星的典型質量是數百個太陽質量，遠大於現存的恆星。
分析貧金屬量的第二星族星，被認為包含了第三星族星所創造的金屬，這些沒有金屬的恆星質量在10至100倍的太陽質量；這也足以解釋為何未能觀察到不含金屬的恆星。但這些理論要等到NASA的詹姆斯·韋伯望遠鏡采集到足够信息后才有望驗證。新的光譜儀巡天，像是SEGUE或SDSS-II，也可能找到第三族星。

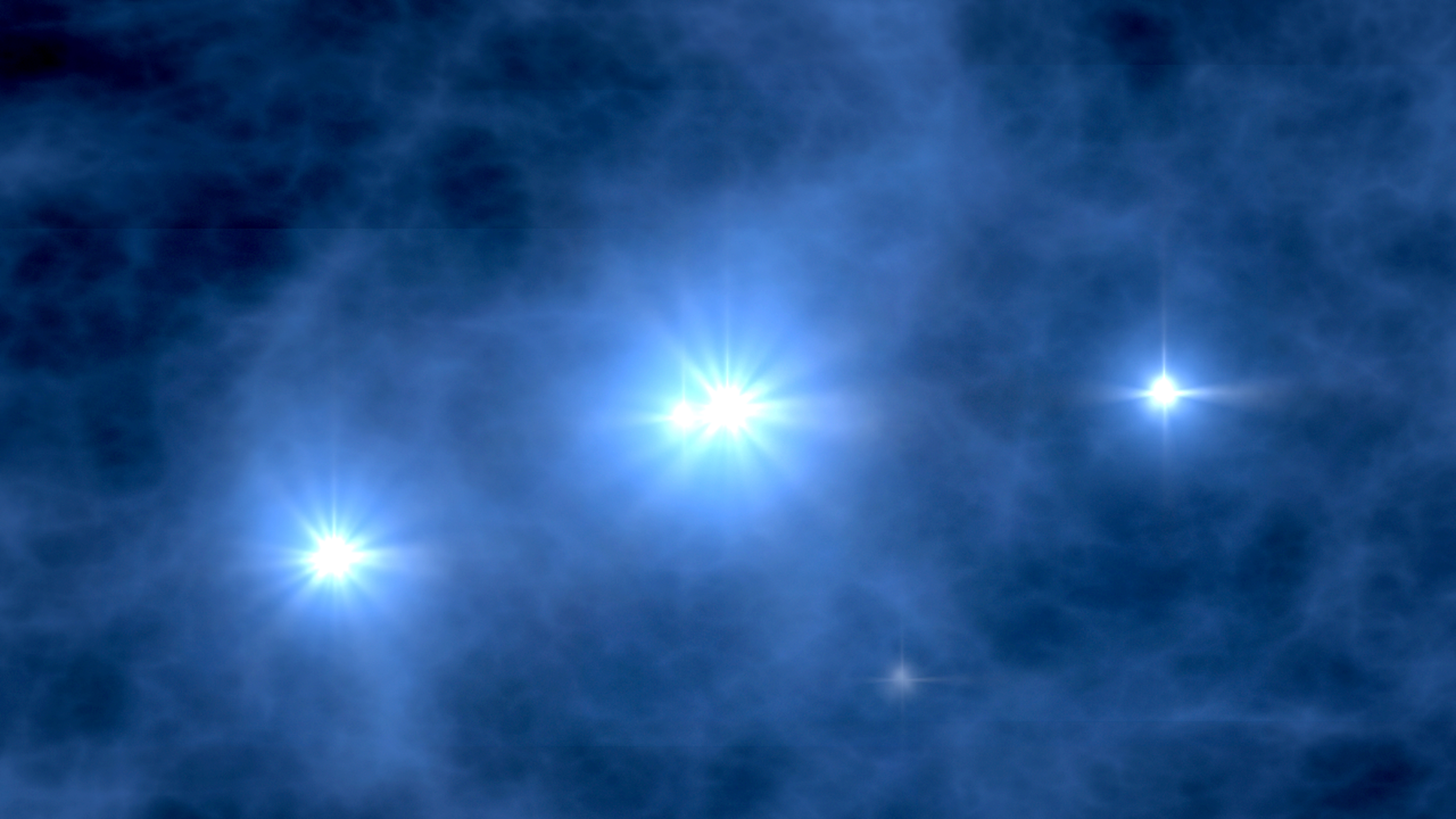
模擬的大霹靂之後4億年的第一代恆星。

今天，能形成的質量最大恆星是150倍太陽質量；質量更大的原恆星在最初的核反應開始之際將噴發出部分的質量。在沒有足夠的碳、氧或氮的恒星核心，不管怎樣CNO循環都無法進行，且直接進行質子-質子鏈反應的核融合反應速率不足以產生足夠的能量支撐如此大的龐然巨物。因此恆星將因無法对抗引力坍缩而很快的自我毀滅，最終結果是未經過發光的過程就直接塌縮成為黑洞。這也是天文學家認為第三族星特別神秘的原因 － 所有的理由都認為它們應該存在，但卻必須經由類星體的觀測才能解釋。
上述的看法应该是没有继续考虑下去的结果。由于p-p链反应的速度太慢，不足以对抗引力收缩，第一代恒星的核心将继续收缩并最终触发3氦过程。3氦过程在1亿K的高温下才能稳定进行，虽然存在第一步反应很不稳定的弊端（质量数为8的8Be核极不稳定，2.6×10-16秒就再分裂回4He），但在足够的密度下，整体的两步反应还是能够进行的并产生稳定的12C核。由于3氦过程的反应速度和产能正比于温度的30次方、密度的立方，远远强于p-p反应仅为温度的4次方和密度的1次方，它能够顶住引力收缩。接着12C核逐步累积并最终有足够的丰度维持C-N-O循环。从此，第一代恒星就开始其短暂的主序星阶段——稳定的发光数十万年。
如果這些恆星能夠適當的形成，它們的壽命也很短 － 必定短於一百萬年。由於現在這種恆星已經不再形成，要觀察這種恆星就必須在極端遙遠的可見宇宙的邊界搜尋，(因為來自極端遙遠的星光需要很長的時間才能抵達地球，觀察遙遠的天體就有如在"回溯時光"。) 而在如此遙遠的距離上要解析出恆星，即使對詹姆斯·韋伯望遠鏡也是件艱鉅的任務。